# Francis Swaine Muhlenberg
 Francis Swaine Muhlenberg (* 22. April 1795 in Philadelphia, Pennsylvania; † 17. Dezember 1831 im Pickaway County, Ohio) war ein US-amerikanischer Politiker. In den Jahren 1828 und 1829 vertrat er den Bundesstaat Ohio im US-Repräsentantenhaus.

## Werdegang
Francis Muhlenberg entstammte einer vor allem in Pennsylvania bekannten Politikerfamilie. Sein Vater Peter Muhlenberg (1746–1807) vertrat den Staat Pennsylvania in beiden Kammern des Kongresses. Sein Onkel Frederick (1750–1801) war der erste Sprecher des Repräsentantenhauses der Vereinigten Staaten. Weitere Familienmitglieder bekleideten höhere politische Ämter im Kongress, im diplomatischen Dienst und auf Staatsebene. Muhlenberg besuchte die öffentlichen Schulen in Philadelphia und danach das Dickinson College in Carlisle. Nach einem Jurastudium und seiner 1816 erfolgten Zulassung als Rechtsanwalt begann er Reading in diesem Beruf zu arbeiten. Zwischen 1820 und 1823 war er Privatsekretär von Gouverneur Joseph Hiester. Dann zog er in das Pickaway County in Ohio, wo er eine politische Laufbahn einschlug. Er schloss sich der Bewegung gegen den späteren Präsidenten Andrew Jackson an und wurde Mitglied der kurzlebigen National Republican Party. Im Jahr 1827 war er Abgeordneter im Repräsentantenhaus von Ohio.
Nach dem Rücktritt des Abgeordneten William Creighton wurde Muhlenberg bei der fälligen Nachwahl für den sechsten Sitz von Ohio als dessen Nachfolger in das US-Repräsentantenhaus in Washington, D.C. gewählt, wo er am 19. Dezember 1828 sein neues Mandat antrat. Bis zum 3. März 1829 konnte er dort die laufende Legislaturperiode beenden. Nach dem Ende seiner Zeit im US-Repräsentantenhaus arbeitete Muhlenberg in Ohio und Kentucky in der Immobilienbranche. Er starb am 17. Dezember 1831 im Pickaway County.